# Aouste
Aouste es una comuna francesa situada en el departamento de Ardenas, en la región de Gran Este.

## Demografía
| 332 | 292 | 264 | 268 | 203 | 208 | 209 |
| Para los censos de 1962 a 1999 la población legal corresponde a la población sin duplicidades (Fuente: INSEE [Consultar]) |     |     |     |     |     |     |